# Bahrain Air
Bahrain Air (mã IATA =2B, mã ICAO =BAB) là hãng hàng không quốc gia thứ hai của Vương quốc Bahrain và là hãng hàng không giá rẻ. Hãng có 13 điểm đến ban đầu trong vùng Trung Đông.

## Lịch sử
Bahrain Air được thành lập năm 2007 và bắt đầu hoạt động từ ngày 1.2.2008.. Hãng sử dụng loại máy bay hiện đại Airbus A320 với 12 chỗ ngồi hạng business và 150 chỗ ngồi hạng economy. bay các tuyến đường Bahrain, Dubai, Doha, Mashhad, Beirut, Ammam và Alexandria. Hãng hiện có kế hoạch mở rộng các điểm đến lên 14 thành phố vào tháng 4/2008, 23 thành phố vào năm 2009 và 25 thành phố vào năm 2010.

## Các nơi đến
Các nơi đến ban đầu là:
Bắc Phi
- Alexandria

Nam Á
- Kochi  Lưu trữ ngày 23 tháng 6 năm 2008 tại Wayback Machine

Tây Nam Á
- Aleppo
- Amman
- Bahrain
- Beirut
- Damascus
- Dammam
- Doha
- Dubai
- Jeddah
- Mashhad

## Đội máy bay
(tháng 5/2008):
- 2 airbus 312

20 airbus a380
10 boeing 777.200er